# 고로 브리더
고로 브리더란, 고로의 상부에 설치된 안전밸브이다.

## 개요
고로 브리더는 고로 내 압력과 온도가 일정값 이상으로 높아질 경우 브리더를 열어 압력과 온도를 낮추고 폭발 사고를 예방한다. 또한, 점검과 유지·보수를 하는 과정에서도 잔여 가스로 인한 폭발 가능성이 있어 잔여 가스를 배출하는 역할을 수행한다.

## 논란
2019년 5월, 가스 배출 과정에서 대기오염물질이 배출된다는 이유로 포스코 광양제철소와 포항제철소, 현대제철 당진제철소 고로 조업정지 10일의 행정처분을 받았다. 이후 금전적 피해, 정상화에 필요한 기간, 많지 않은 오염물질 배출량 등의 제한 사항으로 일시적인 개방이 허용됐다.

## 현황
2019년 9월, 환경부는 석탄 가루 투입을 최소 3시간 이전에 중단, 용광로 내 압력 조정을 위한 풍압을 낮게 조정 등 작업 절차에 대한 개선이 필요하다고 발표했다. 
2020년 12월, 현대제철은 고로에서 배출되는 유해가스를 원천 차단하는 가스 청정 밸브를 세계 최초로 개발했다. 가스 청정 밸브는 3단계를 거쳐 대기오염물질의 배출을 원천 차단한다. 사이클론이 가스를 이용해 회전기류를 발생시켜 원심력으로 먼지를 걸러낸다. 이어서 스크러버가 가연성‧폭발성 분진, 이산화황, 유기 가스, 악취 등을 제거하고 필터 형태의 디미스터가 먼지 입자를 걸러낸다.

## 같이 보기
- 제철소
- 용광로
- 포스코
- 현대제철
- 안전